# Küçükkaymaz, Alaplı
Küçükkaymaz là một xã thuộc huyện Alaplı, tỉnh Zonguldak, Thổ Nhĩ Kỳ. Dân số thời điểm năm 2011 là 422 người.